# Eugène Decan
Antoine Emile Eugène Decan, né le 5 septembre 1829 à Paris et mort le 6 décembre 1893 dans le 11e arrondissement de Paris, est un artiste peintre et sculpteur français.

## Biographie
Il fut l'élève de Léon Cogniet.
Il a exposé Vue prise à Villers-sur-Mer au Salon de 1864 et Une noce normande au Salon de 1877.

## Collections
- Ruines de Jumièges, Huile sur toile, 1879, Musée Alfred-Canel, Pont-Audemer

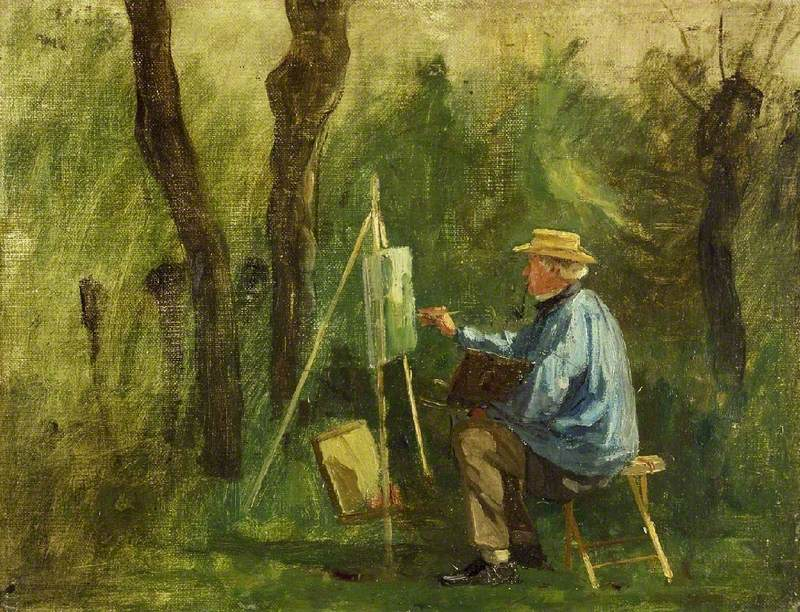
Eugène Decan - Corot at His Easel, Crécy-en-Brie - Fitzwilliam Museum